# Panthéon national (Lisbonne)
Pour les articles homonymes, voir Panthéon national et Panthéon (homonymie).
Le Panthéon national du Portugal (en portugais : Panteão Nacional) est une ancienne église, dédiée à sainte Engrâce. Il se trouve dans la paroisse de São Vicente de Fora à Lisbonne. 
L'église existe depuis 1568 mais l'édifice religieux a été converti en panthéon en 1916.

## Légende du Panthéon
Cette légende débute dans l'église de Sainte-Engrâce, en 1631, alors qu’elle était encore en construction.
Les vols répétés d'hosties nécessaires pour les cérémonies laissaient les fidèles dans une perplexité totale. On accusa Simao Peres Soles, un jeune homme de confession juive, qui avait été vu plusieurs fois dans la paroisse, alors qu’il n’avait à priori aucune raison de se trouver là. On le condamna sans hésitation à être brûlé vif. Il essaya de proclamer son innocence, mais sans succès.  Sur le bûcher, il s’exclama : « Aussi vrai que je suis innocent, les travaux de l’Eglise de Santa Engrácia ne se termineront jamais ! »
Après sa mort, une rumeur commença à se répandre sur ses venues à l’église. On racontait que s'il venait si souvent, c’était pour rencontrer une nonne, qui était son amante. Le jeune homme était donc mort pour ne pas compromettre la réputation de sa bien-aimée.
Quant aux travaux, on ne réussit jamais à les terminer. Aujourd'hui encore, l'expression obras de Santa Engrácia, qui veut littéralement dire « les chantiers de sainte Engrâce », est utilisée pour décrire des travaux qui semblent ne jamais devoir finir.

## Le Panthéon national
L'église, déclarée monument national en 1910, est convertie en panthéon par la loi du 29 avril 1916. En 1965, le gouvernement d'Antonio Salazar lance les travaux de transformation en nécropole nationale dont l'achèvement est célébré par une messe solennelle le 1er décembre 1966. Les corps d'Almeida Garrett, Teófilo Braga, Óscar Carmona, João de Deus, Guerra Junqueiro et Sidónio Pais sont inhumés dans la crypte peu après.
En 2016, un amendement à la loi prévoit que l'inhumation de la dépouille mortelle de citoyens éminents au Panthéon ne peut avoir lieu que vingt ans après leur décès, tandis que l'installation d'une stèle commémorative faisant allusion à leur vie et à leur œuvre peut avoir lieu cinq ans après leur décès.

## Personnalités
Actuellement, treize personnalités sont inhumées au Panthéon. La plupart sont soit des hommes politiques soit des écrivains. On y trouve aussi la chanteuse de fado Amália Rodrigues et la poétesse Sophia de Mello Breyner Andresen qui sont les seules femmes à y reposer.
Les personnalités enterrées au Panthéon sont :
- Almeida Garrett (1799-1854), romancier et poète
- Manuel de Arriaga (1834-1917), président de la République portugaise de 1911 à 1915
- Teófilo Braga (1843-1924), président de la République portugaise en 1915 et écrivain
- Óscar Carmona (1869-1951), président de la République portugaise de 1926 à 1951
- Humberto Delgado (1906-1965), militaire et homme politique
- João de Deus (1830-1896), poète
- Guerra Junqueiro (1850-1923), poète et journaliste
- Sophia de Mello Breyner Andresen (1919-2004), poétesse
- Sidónio Pais (1872-1918), président de la République portugaise en 1918
- Aquilino Ribeiro (1885-1963), romancier
- Amália Rodrigues (1920-1999), chanteuse de fado
- Eusébio da Silva Ferreira (1942-2014), footballeur
- Eça de Queiroz (1845-1900), auteur naturaliste et diplomate[2]

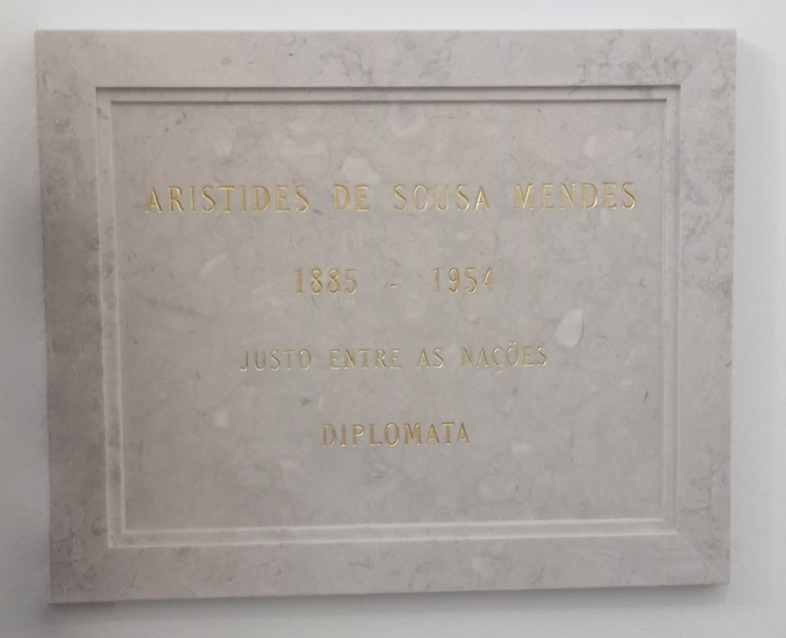
Plaque commémorative à la mémoire d'Aristides de Sousa Mendes.

La coupole abrite également une série de six cénotaphes qui rendent hommage à Luís de Camões et Vasco de Gama, inhumés au monastère des Hiéronymites, Afonso de Albuquerque, au couvent de La Grâce à Lisbonne, Nuno Álvares Pereira, dans l'église du Saint-Connétable à Lisbonne, Henri le Navigateur, au monastère de Batalha, et Pedro Álvares Cabral, au couvent de la Grâce à Santarém, qui sont des héros de l'histoire du Portugal. 
Le 19 octobre 2021, une plaque commémorative a été installée en mémoire d'Aristides de Sousa Mendes, inhumé dans le caveau familial à Cabanas de Viriato.